# Teinomastyx griseobasis
Teinomastyx griseobasis là một loài bướm đêm thuộc phân họ Arctiinae, họ Erebidae.